# Bernd Schuhmann
Bernd Schuhmann (* 25. Januar 1959) ist ein ehemaliger deutscher Fußballprofi. Der Defensivspieler hat in der Bundesligarunde 1984/85 beim Hamburger SV drei Ligaspiele absolviert und mit den „Rautenträgern“ im UEFA-Pokal bei zwei Spielen mitgewirkt.

## Laufbahn
Der Abwehrspieler Schuhmann wurde für die Saison 1984/85 von Manager Günter Netzer und Trainer Ernst Happel vom Hamburger SV verpflichtet. Er kam von der SVG Einbeck aus der Verbandsliga Niedersachsen zu den Hamburgern und hatte auch im Länderpokal in den Spielen gegen Württemberg, Bayern und Rheinland in der Niedersachsenauswahl auf sich aufmerksam gemacht. Obwohl mit 25 Jahren schon nicht mehr im jugendlichen Fußballeralter, gab man Schuhmann trotzdem die Chance, sich im Profifußball zu bewähren, allerdings warf ihn während der Saison eine schwere Verletzung zurück. So kam er lediglich auf drei Bundesligaeinsätze und zwei Einsätze im UEFA-Pokal. Neben Schuhmann wurden vom HSV auch noch Mark McGhee, Christian Hofmeister, Gérard Plessers (während der lfd. Runde) und Erik Solér verpflichtet. Zu einem Volltreffer wurde keiner der Neuzugänge und der HSV belegte am Rundenende den fünften Rang.
Seinen ersten Pflichtspieleinsatz erlebte der vormalige Amateur aus Einbeck am 3. Oktober 1984 beim 2:0-Heimspielerfolg im UEFA-Cup gegen den FC Southampton, als er in der 63. Minute eingewechselt wurde. Sieben Tage danach debütierte er bei einem 4:0-Heimerfolg gegen Arminia Bielefeld in der Bundesliga. Schuhmann bildete als Vorstopper mit Manfred Kaltz, Ditmar Jakobs und Bernd Wehmeyer vor Torhüter Uli Stein die Abwehr. Mit seinem dritten und letzten Bundesligaeinsatz am 8. Juni 1985, einem 2:0-Heimerfolg gegen den FC Schalke 04, verabschiedete er sich aus der Bundesliga und vom Hamburger SV und wechselte zu Altona 93 in die Oberliga Nord. Unter Trainer Willi Reimann belegte der AFC den vierten Rang und Schuhmann war an der Seite von Torhüter Jürgen Stars, Jens-Peter Box und Wolfgang Kampf in 22 Ligaspielen aufgelaufen. Seinen Einstand im Dress der Mannschaft aus der Adolf-Jäger-Kampfbahn gab er am 24. August 1985 im DFB-Pokal gegen den Bundesligisten Fortuna Düsseldorf, wobei sich das Team vom Niederrhein erst in der Verlängerung mit 3:2 durchsetzen konnte.
Bei der Mannschaft aus Bahrenfeld spielte Bernd Schuhmann noch bis einschließlich der Saison 1989/90 in der Oberliga Nord.